# Jordan Rogers
Jordan Alexander Rogers García (Valencia, España; 17 de mayo de 1996) más conocido como Jordan Rogers, es un baloncestista español que pertenece a la plantilla del FC Cartagena Baloncesto de la Liga LEB Plata. Con 2,01 metros de estatura, juega en la posición de ala-pívot.

## Trayectoria deportiva
Jordan Rogers nacido en Valencia, es hijo del ex-baloncestista Johnny Rogers y se formó en las categorías inferiores del  Valencia Basket y en 2015 emigró a Estados Unidos para jugar y estudiar en el Barstow College (California) con el que disputó la JUCO. Posteriormente realizó su carrera universitaria en la Universidad Estatal de California, Los Ángeles, situada en el este de Los Ángeles, California, donde jugaría durante dos temporadas en la segunda división de la NCAA con los Cal State Los Angeles Golden Eagles, desde 2018 a 2020.
El 13 de agosto de 2020, regresa a España para jugar en el Club Basquet Pardinyes de la Liga LEB Plata.
El 8 de agosto de 2021, firma por el Basket Navarra Club de la Liga LEB Plata.
En la temporada 2022-23, firma por el Caserta Basket Casapulla de la serie C italiana, donde promedió 16,2 puntos por encuentro.
El 7 de agosto de 2023, firma por el FC Cartagena Baloncesto de la Liga LEB Plata.